# Bellevalia dubia
Bellevalia dubia är en sparrisväxtart som först beskrevs av Giovanni Gussone, och fick sitt nu gällande namn av Schult. och Julius Hermann Schultes. Bellevalia dubia ingår i släktet Bellevalia och familjen sparrisväxter.

## Underarter
Arten delas in i följande underarter:
- B. d. boissieri
- B. d. dubia
- B. d. hackelii

## Bildgalleri

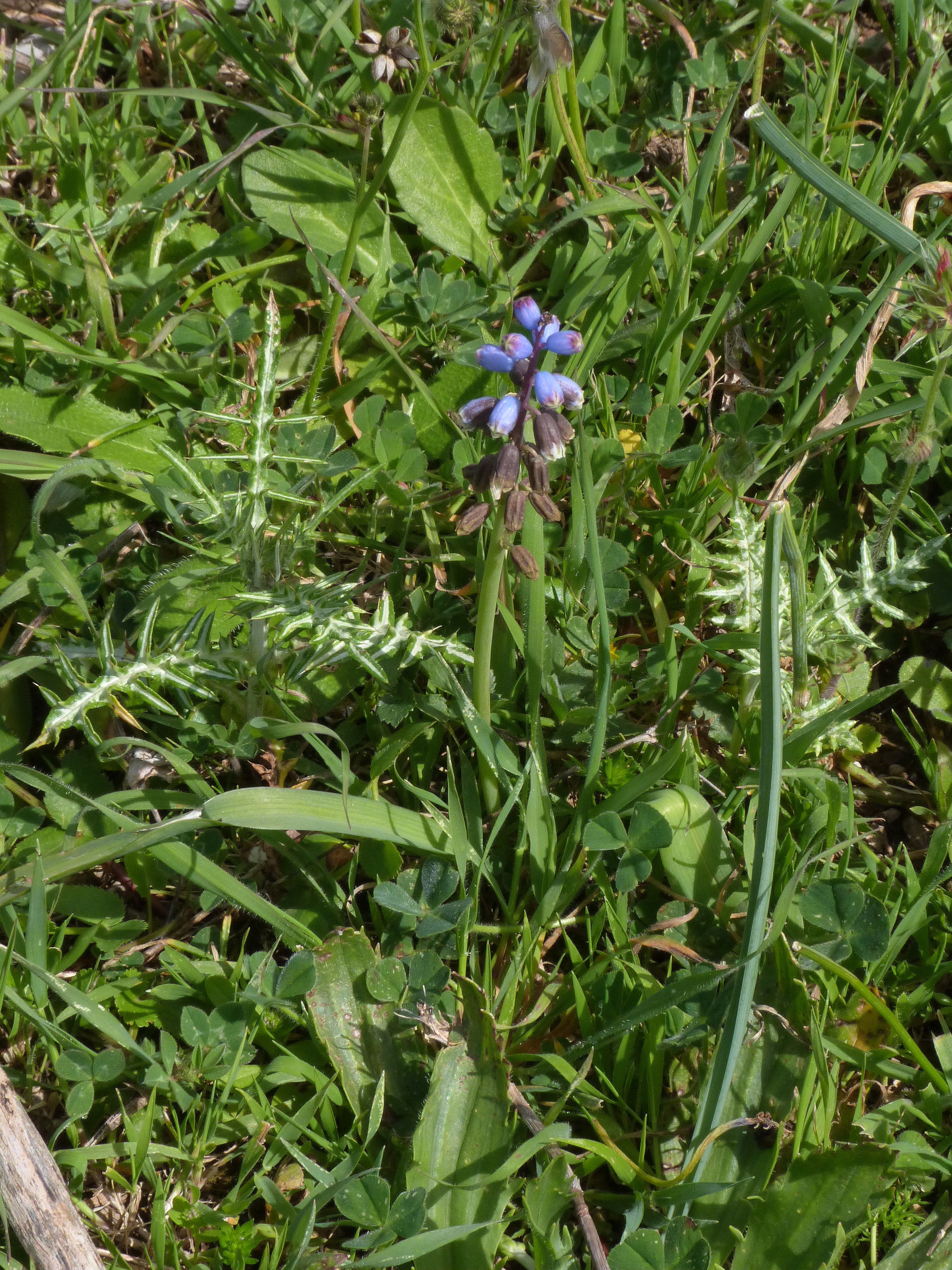